# Commodore Educator 64
Educator 64, med varianterna PET 64 och Model 4064, är en dator marknadsförd 1983 av Commodore. Den såldes primärt till skolor i USA för att ersätta de föråldrade Commodore PET. Modellnumret 4064 följer PET:s linje 4008, 4016 och 4032 som en 64kB 40-kolumnersmodell.
Inuti hade Educator 64 ett lätt modifierat Commodore 64-moderkort samt inbyggd monokrom grön monitor. På utrymmet ovanför tangentbordet fann en lista över BASIC 2.0-kommandon. De enda skillnaderna mellan Educator 64 och de andra modellerna (PET 64 och 4064) var grafikmöjligheterna, den inbyggda högtalaren, förstärkaren med volymkontroll och 1/8"-jacket för monoljud ut. Educator 64 kunde visa olika gröna nyanser, medan PET 64 och 4064 var monokroma.
Educator 64 sålde inga stora kvantiteter. Den led inte minst av att ha en monokrom monitor då mjukvaran till C64 oftast använde färger. Dessutom hade Apple, med sin populära Apple II, börjat få grepp om utbildningsmarknaden i USA.